# Étienne Guillet
Étienne Patrick Christian Marie Guillet (ur. 28 października 1976 w Abbeville) – francuski duchowny katolicki, biskup Saint-Denis od 2025. 

## Życiorys
Święcenia kapłańskie otrzymał 25 czerwca 2006 i został inkardynowany do diecezji wersalskiej. Pracował przede wszystkim jako duszpasterz parafialny, był także m.in. kapelanem więzienia dla nieletnich w Porcheville oraz wikariuszem biskupim ds. dzieł miłosierdzia i misji.
15 listopada 2024 papież Franciszek mianował go biskupem diecezji Saint-Denis. Sakry udzielił mu 16 lutego 2025 w bazylice św. Dionizego w Saint-Denis metropolita paryski, arcybiskup Laurent Ulrich. 